# Schwimmen (Special Olympics)

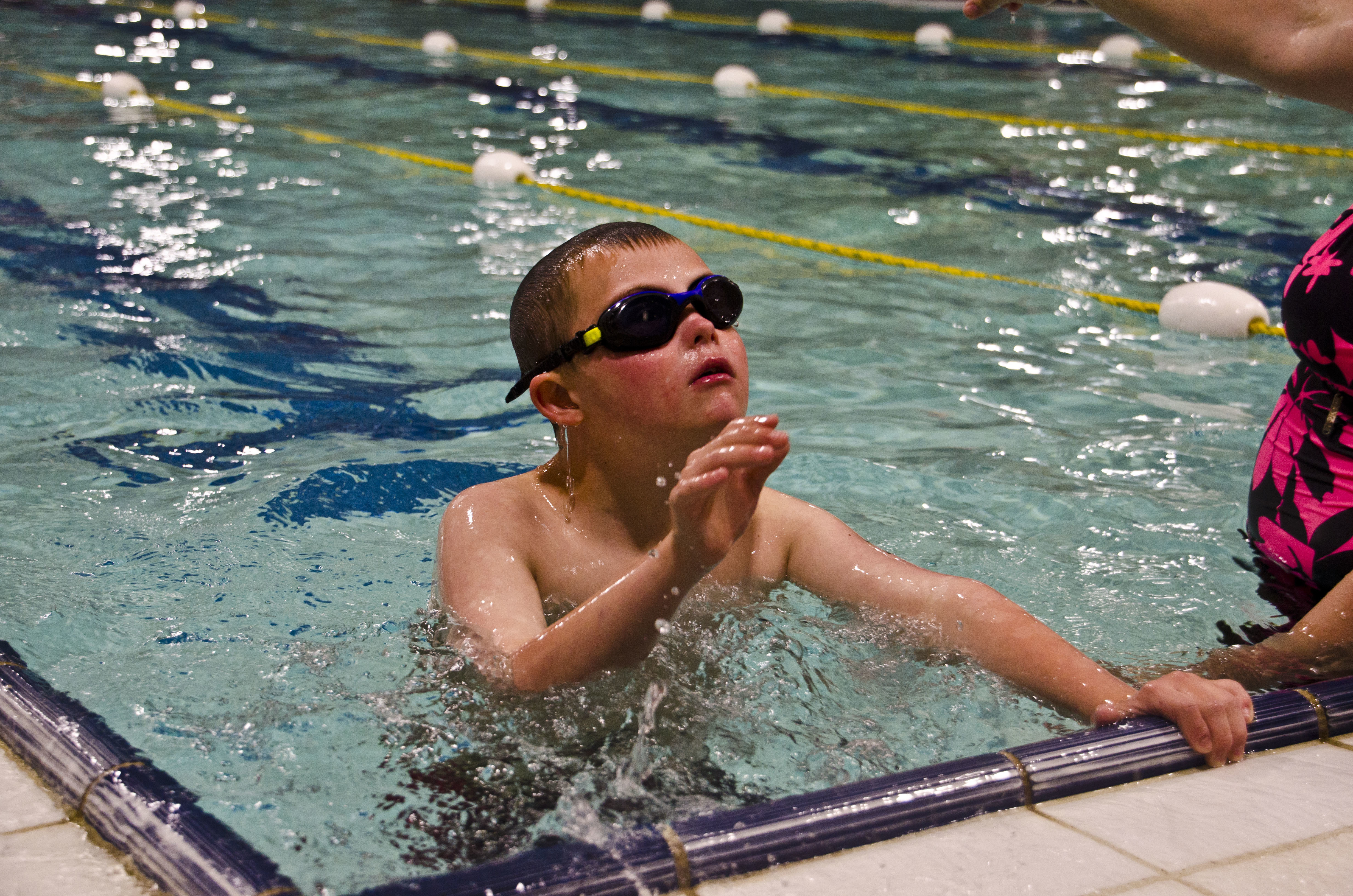
Der zehnjährige Ezekiel “Zeke” McCarley, Gewinner mehrerer Medaillen in Schwimmwettbewerben bei den Special Olympics Summer Games Washington, 2015

Schwimmen (Special Olympics) ist eine Sportart, die auf den Regeln des Schwimmsports beruht und in Wettbewerben und Trainingseinheiten der Organisation Special Olympics weltweit für geistig und mehrfach beeinträchtigte Menschen angeboten wird. Schwimmen ist seit 1968 bei Special Olympics World Games vertreten. Special Olympics Deutschland bietet sowohl Schwimmen als auch Freiwasserschwimmen an.

## Allgemeines
Schwimmsport wird in seiner Grundform als Wettkampf mehrerer Teilnehmer ausgetragen, dessen Ziel es ist, eine vorgegebene Schwimmstrecke möglichst schnell zu bewältigen.

## Regeln
Es werden die Regeln der Fédération Internationale de Natation (FINA) und des Deutschen Schwimm-Verbandes angewendet, soweit sie nicht im Widerspruch zu den offiziellen Special Olympics Sportregeln für Schwimmen oder zu Artikel 1 der Sportregeln stehen. So können Special Olympics Wettbewerbe nach weltweit gültigen allgemeinen Standards abgehalten werden.

## Besonderheiten bei Special Olympics

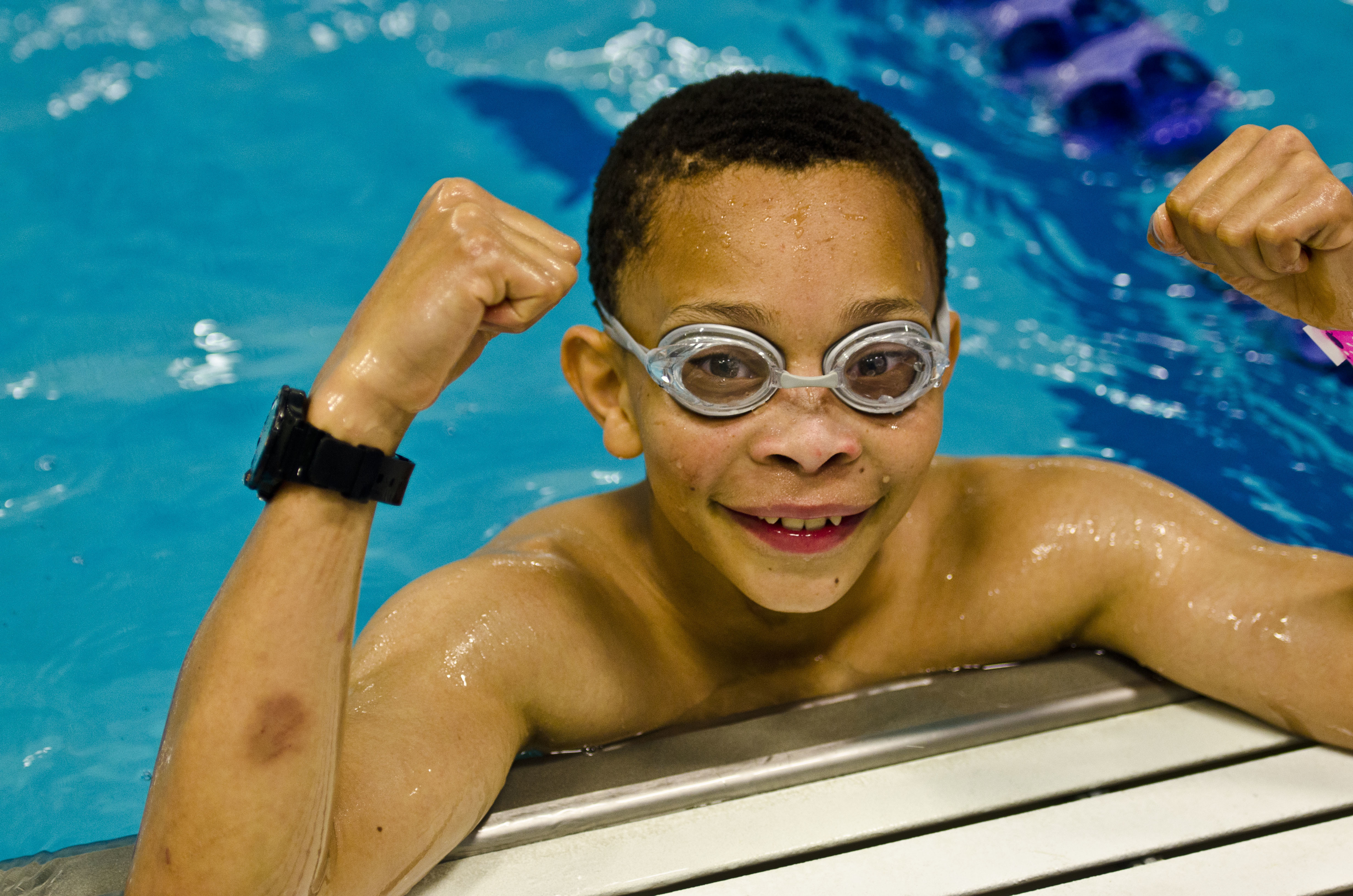
Special Olympics Athlet, Washington, 2015

Die Regeln der FINA sind bei Special Olympics leicht angepasst. Zum Beispiel dürfen Athletinnen und Athleten aus medizinischen und religiösen Gründen Schwimmbekleidung tragen, die nicht von der FINA genehmigt ist. Bei einer Hörbeeinträchtigung wird ein Startknopf oder ein elektronischer Tonstarter mit Stroboskoplicht empfohlen.
Veranstalter dürfen in Absprache mit Schiedsrichtenden einzelne Abänderungen oder Interpretationen des korrekten Schwimmstils in Bezug auf bestimmte Körperteile erlauben, wenn körperliche Beeinträchtigungen dies erfordern und niemand dadurch benachteiligt wird.
Wettbewerbe im Schwimmen und Freiwasserschwimmen erfordern Aufsichtspersonen vor Ort und Sicherheitsvorkehrungen (z. B. Begleitboote).
Vor einem Wettbewerb zeigen Schiedsrichtende mit einigen kurzen, lauten Pfiffen an, dass sich die Teilnehmenden hinter ihre Startblöcke bzw. ins Wasser begeben sollen. Ein lang gezogener Pfiff des Schiedsrichtenden ist das Zeichen, die Plätze auf dem Startblock oder am Beckenrand einzunehmen, das Kommando Auf die Plätze steht für die Startstellung. Wenn Ruhe herrscht, wird mit einer Hupe das Startsignal gegeben.
Besondere Regeln gibt es für den Fall, dass Athletinnen und Athleten sich erholen oder bei Nervosität zu beruhigen: Sie können sich beim Freiwasserschwimmen am Sicherheitspersonal, an Stegen, Booten, Kajaks oder anderen Gegenständen im Wasser festhalten, dürfen sich dadurch aber nicht vorwärts bewegen.
Vor den eigentlichen Wettbewerben finden Klassifizierungsrunden statt, damit die Athletinnen und Athleten in möglichst leistungshomogene Gruppen eingeteilt werden können. Wenn möglich, werden für die Gruppeneinteilung auch Alter und Geschlecht berücksichtigt.

## Wettkämpfe

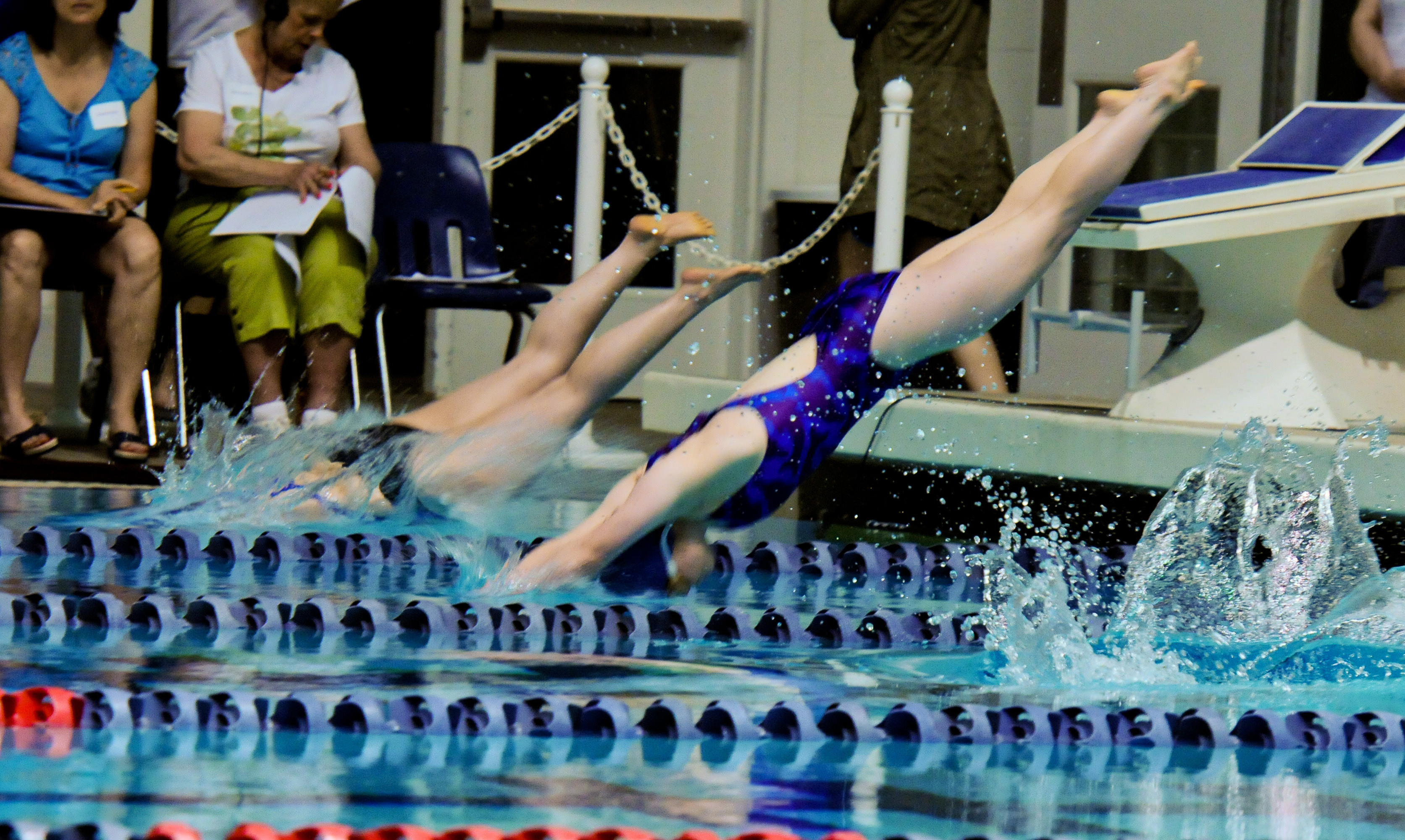
Schwimmwettbewerb bei den Special Olympics Washington Summer Games, 2014

Special Olympics Deutschland bietet sowohl Schwimmen als auch Freiwasserschwimmen auf Bahnen von 25 oder 50 Metern an. Das Freiwasserschwimmen findet im Meer oder einem See statt, die Strecken werden immer genau gekennzeichnet.
Angeboten werden die Schwimmarten Schmetterling, Rückenschwimmen, Brustschwimmen und Freistil.
Möglich sind:
- Basiswettbewerbe im Becken: 15 m Gehen, 15 und 25 m mit Schwimmhilfe, 15 m mit Schwimmbrett, 15 und 25 m Schwimmen mit Unterstützung. Vereinzelt finden in Deutschland im Rahmen von Aktionstagen solche Basiswerttbewerbe statt, um einen niedrigschwelligen Einstieg in die Sportart Schwimmen zu bieten. Ab der Ebene der Anerkennungswettbewerbe gibt es keine Basiswettbewerbe mehr.
- Einzelwettbewerbe im Becken: Freistil: 25, 50, 100, 200, 400, 800 und 1500 m. Rücken: 25, 50, 100 und 200 m. Brust: 25, 50, 100 und 200 m. Schmetterling: 25, 50, 100 und 200 m. Lagen: 100, 200 und 400 m. Wettbewerbe in den Disziplinen 100 und 200 m Schmetterling sowie 400 m Lagen werden in der Regel nicht veranstaltet.

- Staffelwettbewerbe (Becken) (Unified bei allen Staffeln möglich): Freistil: 4 × 25 m, 4 × 50 m, 4 × 100 m, 4 × 200 m (wird in der Regel nicht angeboten). Lagen: 4 × 25 m, 4 × 50 m, 4 × 100 m.

- Freiwasserschwimmen: 500 m, 1 km, 1,5 km

- Unified Freiwasserschwimmen

## Angebot bei Special Olympics World Games
Schwimmen ist seit 1968 bei Special Olympics World Games vertreten.
Zu den Special Olympics Sommerspielen 2023 wurden 482 Athleten und Athletinnen erwartet. Die Schwimmwettkämpfe wurden in der Schwimm- und Sprunghalle im Europasportpark (SSE) im Bezirk Prenzlauer Berg abgehalten.

## Erfolgreiche Athletinnen und Athleten (Auswahl)
- Nina Mohamed Basam Al Rifai, Special Olympics Syrien und Special Olympics Bulgarien
- Esmeralda Encarnacion Despiau, Special Olympics Puerto Rico
- Mónica Del Carmen Giménez, Special Olympics Argentinien
- Laura Hardy, Special Olympics Deutschland
- Kristine Koch, Special Olympics Deutschland
- Mirjam Prahst Martinez, Special Olympics Deutschland
- Jasmine Sharif, Special Olympics Pakistan
- Sandra Florencia Soto Ruiz, Special Olympics Honduras
- Tianna Zimmerman, Special Olympics Kanada